# Gaură neagră stelară
Gaura neagră stelară (sau gaură neagră cu masă stelară) este o gaură neagră formată din prăbușirea gravitațională a unei stele. Au mase cuprinse între aproximativ 5 și câteva zeci de mase solare. Procesul este observat ca o explozie de hipernovă sau ca o explozie de raze gamma. Aceste găuri negre sunt denumite și colapsuri.

## Legături externe
- Black Holes: Gravity's Relentless Pull Arhivat în 17 mai 2008, la Wayback Machine. Award-winning interactive multimedia Web site about the physics and astronomy of black holes from the Space Telescope Science Institute
- Black hole diagrams
- Ziółkowski, Janusz (2003). „Black Hole Candidates”. Frontier Objects in Astrophysics and Particle Physics: 411. arXiv:astro-ph/0307307 . Bibcode:2003foap.conf..411Z.
- Heaviest Stellar Black Hole Discovered in Nearby Galaxy, Newswise, 17-Oct-2007